# Буди-Глоговські
Буди-Глоговські (пол. Budy Głogowskie) — село в Польщі, у гміні Глогув-Малопольський Ряшівського повіту Підкарпатського воєводства. Населення — 1840 осіб (2011).
У 1975—1998 роках село належало до Ряшівського воєводства.

## Демографія
Демографічна структура станом на 31 березня 2011 року:
|          | Загалом | Допрацездатний вік | Працездатний вік | Постпрацездатний вік |
| -------- | ------- | ------------------ | ---------------- | -------------------- |
| Чоловіки | 926     | 210                | 629              | 87                   |
| Жінки    | 914     | 215                | 532              | 167                  |
| Разом    | 1840    | 425                | 1161             | 254                  |